# Развој рударства у Србији и Европи
Развој рударства у Србији почео је још од давнина. Велики економски значај је имало у периоду од 13. до 15. века. У 12. веку има малих назнака о постојању рударства у Србији, али већи развој достиже са досељавањем Саса средином 13. века. На овим просторима рударством су се бавили још Илири, Трачани и Келти. Појава рударства и геологије везана је за настојања човека да природу потчини својим потребама, да користи ресурсе које му природа пружа, да произведе оруђа за рад и обезбеди егзистенцију.

## Историјат Рударства у Србији
Од појаве људи који користе оруђе из природе од дрвета, костију, камена, до првобитног прикупљања минерала, прошло је више стотина хиљада година. Ова претпоставка је растегљива, не само због веома оскудних археолошких доказа, већ и због различитог тумачења времена еволуције људског рода. Истраживања најстаријег рударства на подручју Србије започета су у Мајданпеку и Бору почетком 10. века. Тражење и прикупљање кремена, опсидијана и пигмента предтављају клице заједничког зачетка рударства и геологије. У почетке рударења сврставају се и копање глине за израду керамичких судова, прибора за рибарење, ткање и загревање и у грађевинске сврхе. Треба напоменути да је човек метал као петрографски материјал познавао пре откића топљења. У недостатку руде на површини земље коју је могао да топи, човек постепено напушта примарно површинско рударење и силази у дубину земље где открива свет скривеног минералног богатства. Последице ових великих открића којима су постављени темељи даљег техничког и технолошког развоја и које су зачетак заједничке клице рударства, металургије и геологије, ни данас нису потпуно схваћење . Једно од најбогатијих археолошко-рударских подручја Европе је територија Србије са налазиштима најстаријих рударских радова: Рудна глава код Мајданпека, Белеводе у близини Петровца на Млави, Плочник код Прокупља, Мали Штурац на Руднику, Стојник на Космају, Јармовац код Прибоја, Дели Јован, Рујник итд. Ова налазишта представљају изузетне споменике културе почетка рударства, геологије и металургије.

### Рудна глава
Археолошко налазиште Рудна глава откирвено је тек пошто је савременом површинском експлоатацијом магнетита на овом локалитету оштећен средишњи најважнији део налазишта. На срећу, и поред оштећења, сачувано је довољно археолошких доказа за реконструкцију првобитног рударства бакра. Приликом археолошких истраживања у окнима на Рудној глави (1986—1989), академик Јовановић Борислав и Јанковић Илија, на местима употребе пронашли су очуване керамичке судове, амфоре, жртвеник са главом јелена и првобитне алате: камене батове, грабље од јеленског рога, коштана шила и прибојке. Пронађене су и четири оставе са каменим батовима. Утврђено је да рударство Рудне главе припада винчанској култури. Захваљујући археолошим истраживањима на Рудној глави, могуће је објаснити како је дошло до најранијег рударства бакра. Превлаке изданака руде бакра разликују се од околине по зелено-плавој и црвеној боји.

### Плочник
Археолошко налазиште Плочник (Миодраг Грујић, 1927, кустос Народног музеја у Београду; 1996-2008, Душан Шљивар, археолог и Јулка Кузмановић Цветковић, кустот Народног музеја Топлице у Прокопљу) налази се недалеко од Прокупља и припада винчанској култури. У Плочнику су пронађени бројни предмети и оруђа од керамике, камена и бакра. Уз пећи од земље за топљење метала откривене су дуваљке за ватру и пронађени су бакарни комади, што сведочи да су становници Плочника знали како пронаћи руду бакра, како је откопати пренети, истопити и направити оруђе и оружје. Истраживања нису открила непосредне локације где је руда откопавана, нити остатке шљаке настале топљењем. Петпоставља се да су руду добијали из лежишта азурита и малахита са локалитета око Топлице, Косанице и Бањске реке.

### Беловоде
Археолошко налазиште Беловоде (1954, проф. Никола Крстић, сарадник Народног музеја у Пожаревцу) у близини Петровца на Млави припада винчанској култури. Остаци матеијалне култуе на овом локалитету сведоче о разијеној занатској деатности. Разноврсност и квалитет пронађеног посуђа показују висок технолошки ниво грнчарског заната, а алати од кремена и камена указују нна избор материјала од којих су израђивани. Најзначајније за овак локалитет је примарна металургија бакра, о којој сведочи откриче рудника у непосредној близини (изворишни до потока Решковица), затим великих камених батова коришћених за разбијање руде, керамичког калупа за ливење длета, привезака и перли од малахита.

## Развој рударства у Србији

### Римска епоха
Археолошка налазишта римског рударства и металургие, рудничка окна, металуршке пећи, ливачке посуле, шљака тд, чести су трагови на територији Балкана. Рударско-металуршке активности нарочито су биле интензивне на тлу источне Србије. Почињу крајем III века и трају до прве половине V века нове ере. Најездом Хуна и падом границе на Дунаву 441. године, обустављају се рударске активности до последње четвртине V и почетка VI века, када се обнављају утвђења, градови, рударство и металургија. Доласком Римљана у крајеве данашње Србије технологија и техника ископавања руде знатно је унапређена. Више се не користе камени батови и секире него алати од гвожђа. О значају рударства за Римско царство сведочи чињеница да су положаји рудника утицали на изградњу путева, кооји су обавезно пролазили кроз подручја рударских активности. На територији садашње Србије, за време владавине најзначајнији рударски центри били су на Космају, на Авали, Кучајни, Копаонику, Руднику, у Новом Брду и на планини Рогозна код Бањске. У IV веку нове ере Рудна глава је такође значајан ценар.

### Средњи век
О најранијој историји Срва у новој средини осим фрагментарниг и недовољних археолошких материјала нема других сачуваних података. Према сведочењу византијскох цара Константика седмог Порифрогенита (913—959), Срби су се доселили на Балканско полуострво у време Цара Ираклија (610-641) и уз његову сагласност. Запоседањем земљишта обрађиваног још у античко доба, Срби су се бавили земљорадњом, ловом, риболовом. Бројни археолошки налази потврђују да су метале увелико користили за израду оружја и оруђа. Поретање рударске производње у средњевековој Србији отпочео је средином деветог века доласком рудара Саса. Брзо су обновили руднике у Србији и Босни, на рудоносним локацијама познатим из античког и праисторијског доба. Две су претпоставке одакле су Саси дошли и под којим околностима населили у Србији. Једна је да су Саси дошли из Ердеља у време татарске инвазије (1241—1242), а друга да су дошли као колонисти на позив краља Уроша првог (1243—1276). Први пут се спомињу у повељи Уроша, са местом деовања у Брскову.

### XVIII век
Падом српске средњовековне државе почиње урушавање рударства. Рудници обустављају рад и мирују углавног од XVII доIX века. Заузевши део Србије почетком XVIII века, аустријска војна управа, после закључења Пожаревачког мира, по налогу дворског ратног цећа почиње да отвара руднике. Аустријанцима су били добро познати наши рудници. У долини Пека започињу радове у насељу Црњака, Мајданпеку и Кучањи, а у шумадијској области раде на Авали, Космају и Руднику. Обновили су производњу и две деценије експлоатисали бакар у Црнајки, бакар и гвожђе на Руднику и среброносно олово у Кучајни, на Космају и Авали. Неуспешно су се завршили покушаји испирања злата у Морави.

### XIX век
После подизања Првог српског устанка 1804. године појавила се потреба за оловом, гвожђем, бакром, сребром, златом, барутом, и водећи људи устанка са Карађорђем на челу, настоје да у Србији обнове рударство. Прва вест о рударству у Србији, 26. новембра 1807. године, од аусртијског уходе из Ковина гласи: "У Србији се налазе ммноги стручњаци а биће врбовано и више. Они ће радити на богатим рудницима, чије је главно место Рудник. Већ су два Немца допутовала, али не зна се одакле су." После Другог српског устанка 1815. године и дипломског напора да се издејствује што више повластица, до Хетишфера 1830. којим се Србија добила аутономију са границама признатим 1812., затим Хетишфера 1833. којим је Србији припојено још 6 нахија и стварања услова за самостално одлучивање и отварање према свету, први привредни кораци кнеза Милоша Обреновића били су усмерени ка обнови рударства. Ово је био ппочетак школовања српских рударских инжењера.

### XX век
Владала је заинтересованост за експлоатацију руда обојених и племенитих матела, злата, сребра, бакра, олова, цинка и антимонита. Сви значајни рудници били су у рукама страног капитала, чија су основна пословна начела садржана у правилу да са што мање улагања извуку што већу корист. У таквим околностима функионисало је тадашње рударство.1949.придружује новоформиран Геолошки факултет, који је 1956. фузионисам са Рударским у Рударско-геолошки факултет. Значајнија истраживања и екплоатација злата из лежишта Бродица код Мајданпека, уз помоћ страног капитала, изведена су 1900-1903. године. Најинтензивнија експлоатација злата у овом лежишту одвијала се 1933-1941. када је урађено више од 40 поткопа, три окна и из откопаних 55.856 тона руде добијено је 585,6 килограма злата. У другој години окупације, Немци уз велике проблеме покрећу производњу и закључују да би било погодније прећи на површинску експолатацију. Тако је 1942. године отворен површински коп Тилва мика. У току рата, у Бору је откопано 1,37 милиона тона руде из које је произведено 55 хиљада тона блистер бакра, 2,2 тоне злата и десетак тона сребра. После Другог светског рата у порушеној и опустошеној земљи рудници су национализовани. У таквом амбијенту улажу се велики инвестициони и стручни напори да се рударство ревитализује и оживи производња. У Костолцу, као рударском басену са најдужом традицијом, после ослобођења немогуће је било наставити градњу термоелектране коју су Немци започели. Они су са собом однели или уништили техничку опрему и документацију. Зато је 1948. одлучено да се демонтира и у Костолац пренесе опрема прве термоелектране у Београду, и изгради термоелектрана Мали Костолац, снаге 8 MW. Годину дана касније пуштен је у погон и први од четири турбогенератора термоелектране Велики Костолац, укупне снаге 44 MW. На површинском копу Костолац обустављена је произбодња 1980, а на површинским коповима Кленовник и Ћириковац 2009.

### XXI век
Од 1870. године, у костолачком угљеном басену, закључно са 31. децембром 2018. године, ископано је 260.047.712 тона угља. Од тога је површинском експлоатацијом ископано 244.610.852 тоне лигнита. На копу "Ћириковац", који је 2009. године престао са радом, током 33 године рада, ископано је 46.127.529 тона лигнита. Највеће заслуге за истраживање угља и отварање јаме Стари Костолац припадају београдском индустријалцу Ђорђу Вајферу. Прва производња која се бележи у рачунској 1872. години по којој је из Костолца извезено у Аустроугарску 40.000 ока (51,2 тоне) угља. 1885. отворен је рудник "Кленовник". Поред историје рударства дотадашње Србије као репрезентативни рудник угља представљен је Костолац. 1943. године немачки инжењери отварају први површински коп угља у Костолцу. 2001. године поље "Кленовник" престаје са радом, али ће још четири године радити ван биланса ради чишћења откривеног лежишта угља и припреме за затварање. На блоку А2 изграђен је нови савремени електрофилтер. 2003. године пресељен је трећи БТО систем са Поља "Ћириковац" на коп "Дрмно" са циљем да се формира IV рударски систем за откривање угља на копу "Дрмно". У децембру 2003. године почиње са радом новоформирани IV БТО систем на копу "Дрмно". У јулу 2004. године почиње ревитализација рударске опреме пресељене са копа "Ћириковац", багера и одлагача на час са пратећом рударском опремом. Радови су завршени 8. децембра 2004. године. Од првог јануара 2006. године интегрисана су два Јавна предузећа, Копови "Костолац" и Термоелектране "Костолац" у једно привредно друштво. 2007. године почиње затварање Поља "Ћириковац" пребацивањем остале рударске механизације на Коп "Дрмно". Донета је одлука да се унутар копа изгради најмодернија депонија пепела и шљаке. 2009. године нови пети БТО систем на копу "Дрмно" пуштен је у рад 26. маја. Радови су изведени за 22 месеца. Пуштањем у рад новог система створени су предуслови за повећање производних капацитета Копа "Дрмно" са 6,5 на 9 милиона тона угља годишње. 2012. године, наставак развојних пројеката у напредовању копа "Дрмно", сустизање динамике одводњавања, затварање копова "Кленовник" и "Ћириковац", истраживање западног дела костолачког басена угља, као и наставак изградње постројења за транспорт пепела и шљаке за електрану А, као и почетак процеса затварања одлагалишта пепела и шљаке. 2016. године на Површинском копу "Дрмно" ископано је 150 милиона тона угља од почетка производње пре три деценије. Јубиларна тона, на копу у оквиру ЕПС-овог огранка, "ТЕ-КО Костолац", ископана је 14. августа у другој смени. За три деценије од 1987. до 2017. године ископано је укупно 157,339 милиона тона угља и близу 590 милиона кубика јаловине од почетка отварања копа. 

## Руде гвожђа
Руде гвожђа су Хематит, Магнетит, сидерит и Лимонит. Оне служе за добијање сировог гвожђа и челика и основа су развоја металургије. У Србији се руде гвожђа налазе на планинама Рудник, Копаоник, Бело Брдо (рудник) и околини Мајданпека, Рудна Глава.